# Woodiphora kotrbae
Woodiphora kotrbae är en tvåvingeart som beskrevs av Ronald Henry Lambert Disney 2005. Woodiphora kotrbae ingår i släktet Woodiphora och familjen puckelflugor. Inga underarter finns listade i Catalogue of Life.